# Atletismo nos Jogos Olímpicos de Verão de 1996 - 20 km marcha atlética masculina
A competição masculina de 20 km marcha nos Jogos Olímpicos de Verão de 1996 aconteceu no dia 26 de julho de 1996. Estavam inscritos 61 atletas de 34 países, dos quais houve um que não alinhou na partida. Completaram a prova 53 marchadores.
A vitória sorriu ao equatoriano Jefferson Pérez que cometeu a dupla proeza de dar a primeira medalha olímpica ao seu país e de se tornar o mais jovem (22 anos de idade) campeão de marcha atlética na história dos Jogos Olímpicos.

## Medalhistas
| Ouro   | ECU Jefferson Pérez |
| Prata  | RUS Ilya Markov     |
| Bronze | MEX Bernardo Segura |

## Recordes
Antes desta competição, os recordes mundiais e olímpicos da prova eram os seguintes:
| Tipo | Atleta           | Tempo     | Local   | Data                   |
| ---- | ---------------- | --------- | ------- | ---------------------- |
|      | Bo Lingtang      | 1:18:04 h | Beijing | 23 de setembro de 1983 |
|      | Jozef Pribilinec | 1:19:57 h | Seul    | 23 de setembro de 1988 |

## Resultados finais
| #                     | Atleta                 | País           | Tempo    | Notas                 |
| --------------------- | ---------------------- | -------------- | -------- | --------------------- |
| Medalha de ouro       | Jefferson Pérez        | Equador        | 1:20:07  | Recorde sul-americano |
| Medalha de prata      | Ilya Markov            | Rússia         | 1:20:16  |                       |
| Medalha de bronze     | Bernardo Segura        | México         | 11:20:23 |                       |
| 4                     | Nick A'Hern            | Austrália      | 1:20:31  |                       |
| 5                     | Rishat Shafikov        | Rússia         | 1:20:41  |                       |
| 6                     | Aigars Fadejevs        | Letônia        | 1:20:47  |                       |
| 7                     | Mikhail Shchennikov    | Rússia         | 1:21:09  |                       |
| 8                     | Robert Korzeniowski    | Polónia        | 1:21:13  |                       |
| 9                     | Yevgeniy Misyulya      | Bielorrússia   | 1:21:16  |                       |
| 10                    | Thierry Toutain        | França         | 1:21:56  |                       |
| 11                    | Daniel Plaza           | Espanha        | 1:22:05  |                       |
| 12                    | Mikhail Khmelnitskiy   | Bielorrússia   | 1:22:17  |                       |
| 13                    | Sándor Urbanik         | Hungria        | 1:22:18  |                       |
| 14                    | Denis Langlois         | França         | 1:23:08  |                       |
| 15                    | Nischan Daimer         | Alemanha       | 1:23:23  |                       |
| 16                    | Giovanni Perricelli    | Itália         | 1:23:41  |                       |
| 17                    | Robert Ihly            | Alemanha       | 1:23:47  |                       |
| 18                    | Valeriy Borisov        | Cazaquistão    | 1:23:52  |                       |
| 19                    | Daniel García          | México         | 1:24:10  |                       |
| 20                    | Valentí Massana        | Espanha        | 1:24:14  |                       |
| 21                    | Yu Guohui              | China          | 1:24:30  |                       |
| 22                    | Daisuke Ikeshima       | Japão          | 1:24:54  |                       |
| 23                    | David Kimutai          | Quênia         | 1:25:01  |                       |
| 24                    | Andreas Erm            | Alemanha       | 1:25:08  |                       |
| 25                    | Jiri Malysa            | Chéquia        | 1:25:13  |                       |
| 26                    | Sérgio Galdino         | Brasil         | 1:25:14  |                       |
| 27                    | Giovanni De Benedictis | Itália         | 1:25:22  |                       |
| 28                    | Li Zewen               | China          | 1:25:28  |                       |
| 29                    | Claus Jørgensen        | Dinamarca      | 1:25:28  |                       |
| 30                    | Jan Staaf              | Suécia         | 1:25:30  |                       |
| 31                    | José Urbano            | Portugal       | 1::25:32 |                       |
| 32                    | Scott Nelson           | Canadá         | 1:25:50  |                       |
| 32                    | Hatem Ghoula           | Tunísia        | 1:25:52  |                       |
| 34                    | Michele Didoni         | Itália         | 1:26:02  |                       |
| 35                    | Jean-Olivier Brosseau  | França         | 1:26:29  |                       |
| 36                    | Martin St. Pierre      | Canadá         | 1:26:37  |                       |
| 37                    | Mohieddine Beni Daoud  | Tunísia        | 1:27:15  |                       |
| 38                    | Róbert Valíček         | Eslováquia     | 1:27:27  |                       |
| 39                    | Fernando Vázquez       | Espanha        | 1:27:35  |                       |
| 40                    | Justus Kavulanya       | Quênia         | 1:27:49  |                       |
| 41                    | Fedosei Ciumacenco     | Moldávia       | 1:27:57  |                       |
| 42                    | Arturo Huerta          | Canadá         | 1:28:23  |                       |
| 43                    | Luis Fernando García   | Guatemala      | 1:28:28  |                       |
| 44                    | Valdas Kazlauskas      | Lituânia       | 1:28:33  |                       |
| 45                    | Costică Bălan          | Roménia        | 1:28:36  |                       |
| 46                    | Pavol Blažek           | Eslováquia     | 1:29:41  |                       |
| 47                    | Dion Russell           | Austrália      | 1:30:04  |                       |
| 48                    | Tomáš Kratochvíl       | Chéquia        | 1:30:11  |                       |
| 49                    | Cláudio Bertolino      | Brasil         | 1:31:04  |                       |
| 50                    | Curt Clausen           | Estados Unidos | 1:31:30  |                       |
| 51                    | Jimmy McDonald         | Irlanda        | 1:32:11  |                       |
| 52                    | Hubert Sonnek          | Chéquia        | 1:32:42  |                       |
| 53                    | Myint Htay             | Myanmar        | 1:42:28  |                       |
| NÃO TERMINOU (DNF)    |                        |                |          |                       |
| —                     | Héctor Moreno          | Colômbia       | DNF      |                       |
| DESCLASSIFICADOS (DQ) |                        |                |          |                       |
| —                     | Igor Kollar            | Eslováquia     | DQ       |                       |
| —                     | Li Mingcai             | China          | DQ       |                       |
| —                     | Julio René Martínez    | Guatemala      | DQ       |                       |
| —                     | Roberto Oscal          | Eslováquia     | DQ       |                       |
| —                     | Miguel Ángel Rodríguez | México         | DQ       |                       |
| —                     | Julius Sawe            | Quênia         | DQ       |                       |
| NÃO PARTIU (DNS)      |                        |                |          |                       |
| —                     | Moussa Aouanouk        | Argélia        | DNS      |                       |

Legenda
| Recorde mundial      | Recorde mundial (World record)               |                       | Recorde africano                      | Recorde africano (African) |                                           | Q | Classificado por posição (Qualified) |
| Recorde olímpico     | Recorde olímpico (Olympic record)            | Recorde da América    | Recorde da América (Americas)         | q                          | Classificado por melhor tempo (Qualified) |   |                                      |
| Melhor marca do ano  | Melhor marca do ano (World leading)          | Recorde asiático      | Recorde asiático (Asian)              | DNS                        | Não largou (Did not start)                |   |                                      |
| Recorde nacional     | Recorde nacional (National record)           | Recorde europeu       | Recorde europeu (European)            | DNF                        | Não terminou (Did not finish)             |   |                                      |
| Recorde pessoal      | Recorde pessoal do atleta (Personal best)    | Recorde da Oceania    | Recorde da Oceania (Oceania)          | DSQ / DQ                   | Desclassificado (Disqualified)            |   |                                      |
| Recorde da temporada | Recorde da temporada do atleta (Season best) | Recorde sul-americano | Recorde sul-americano (South America) | NM                         | Sem marca (No mark)                       |   |                                      |